# Gustavs Zemgals
Gustavs Zemgals, né le 12 août 1871 à Džukste et mort le 6 janvier 1939 à Riga, est un homme politique letton, le 2e président de la république de Lettonie.

## Biographie
Zemgals naît à Džukste en Lettonie. Il entre à l'école primaire dans la paroisse de Saka, et plus tard, il continue son éducation à Riga au Nikolai Gymnasium. Il effectue alors des études de droit et est diplômé de l'université de Moscou en 1899. Il retourne en Lettonie et il devient avocat, éditeur de journal et militant politique.
En 1904, durant la Guerre russo-japonaise, Zemgals est mobilisé et envoyé au front, où il reste un an et demi puis il est promu au rang de capitaine.
Arès son retour en 1905, Zemgals est l'un des créateurs d'un journal libéral "Jaunā Dienas Lapa" et il devient l'éditeur du journal. Il est aussi l'éditeur du journal qui succède au Jaunā Dienas Lapa : Mūsu Laiki (Notre Temps). En juillet 1907, il exécute une sentence du tribunal de Riga selon laquelle il doit arrêter de travailler 3 mois pour son travail dans le Mūsu Laiki. Après cela, Zemgals fonde le parti démocrate letton. Entre 1912 et 1914, Zemgals travaille aussi pour le magazine Domas.
Quand la Première Guerre mondiale commença, Zemgals est une nouvelle fois mobilisé et initialement assigné dans une division d'infanterie en Lituanie mais il est ensuite envoyé en Finlande. À son retour à Riga, Zemgals est élu maire de Riga le 23 avril 1917. En automne 1917, le conseil provisoire de Riga l'élit de nouveau maire de la ville. À ce moment-là, il est membre du parti démocrate-radical letton.
En 1918, Zemgals participe au conseil national provisoire de Lettonie, où il s'occupe de la question de l'occupation du territoire letton. En tant que membre du parti radical-démocrate letton, il devient le second député du Tautas Padome, représentant tous les partis politiques et organisations lettonnes. Durant la réunion du 18 novembre 1918 du Tautas Padome, il déclare l'indépendance de la Lettonie. Le 3 décembre 1918, il est réélu maire de Riga.
Quand les bolchéviques s'emparent du pouvoir et envahissent la Lettonie, le Tautas Padome envoie Jānis Čakste et Zemgals à l'étranger pour représenter les intérêts lettons. Čakste, Zemgals et plusieurs autres personnes du gouvernement partent à Copenhague sur un navire de guerre britannique mais Zemgals rentre en Lettonie deux mois plus tard, où il relance le Tautas Padome, mais il est arrêté par l'armée allemande.
Plus tard, il devient membre du parlement letton (Saeima) en tant que membre du Parti démocratique du centre (Demokratiska Centra Partija) et il est ministre dans plusieurs gouvernements. En 1927, à la mort de Jānis Čakste, il est élu président de la république de Lettonie. Durant sa présidence, il influe très peu sur l'élaboration des lois par le Saeima. De plus, il amnistie 648 personne pendant sa présidence. En 1930, il ne se représente pas pour un second mandat.
Après la présidence, Zemgals continue ses activités politiques et il est élu député au Saeima où il devient membre des commissions des Affaires étrangères, des Finances, et de l'Industrie. Entre 1931 et 1932, il est aussi ministre des Finances.
Durant les années 1930, Zemgals publie des articles dans le journal Jaunākās Ziņas.
Le 6 janvier 1939, Zemgals meurt à Riga. En 1990, un monument est construit à Džūkste, sa ville natale.